# Paralemnalia flabella
Paralemnalia flabella är en korallart som först beskrevs av Jean René Constant Quoy och Joseph Paul Gaimard 1833.  Paralemnalia flabella ingår i släktet Paralemnalia och familjen Nephtheidae. Inga underarter finns listade i Catalogue of Life.